# Thomas Bewick
Thomas Bewick   (Cherryburn, 10 d'agost de 1753 - Gateshead, 8 de novembre de 1828) fou un gravador i naturalista anglès. En els seus inicis es va portar a treme tota mena de treballs, com ara el gravat coberts, fent anuncis en blocs de fusta, i il·lustrant llibres per a infants. A poc a poc es va canviar a il·lustrar, escriure i publicar els seus propis llibres, guanyant-se una audiència adulta, especialment per les seves il·lustracions de l'obra A History of Quadrupeds. 

La seva carrera va començar quan estava com aprenent de gravador amb Ralph Beilby a Newcastle upon Tyne. Es va convertir en soci del negoci i, finalment, se'n va fer càrrec.Entre els aprenents als quals Bewick va ensenyar troben a John Anderson, Luke Clennell, i William Harvey, que al seu torn es van fer molt coneguts com a pintors i gravadors.
Bewick és més conegut per la seva A History of British Birds, títol que és admirat avui dia principalment pels seus gravats de fusta, especialment els petits, observatd agudament, i sovint per les vinyetes humorístiques conegudes com a tail-pieces; el llibre va ser el precursor de totes les modernes guies de camp. També va il·lustrar especialment les ''Faules d'Esop'' al llarg de la seva vida.
Se li atribueix la popularització de la innovació tècnica en la impressió d'il·lustracions que utilitzent la fusta. Va adoptar eines de gravació amb metall per tallar fusta de boix a través del gra, produint la impressió de blocs que podrien estar integrats amb tipus de metall, i que van ser molt més duradores que les xilografies tradicionals. El resultat va ser la il·lustració d'alta qualitat a un preu baix.

## La vida

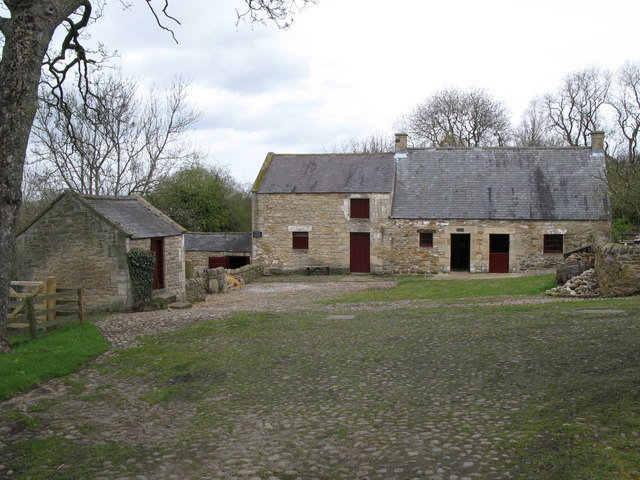
Cherryburn, casa d'infància de Bewick

Bewick va néixer a Cherryburn, una casa al poble de Mickley, Northumberland, prop de Newcastle upon Tyne el 10 o l ' 11 d'agost de 1753, encara que el seu aniversari era sempre celebrat el dia 12. Els seus pares eren masovers: el seu pare John s'havia casat abans del seu matrimoni amb Jane, i va ser en els seus quaranta, quan Thomas, el major de vuit germans, va néixer. John va llogar una petita minieria de carbó a Mickley Banc, en la que treballaven potser sis homes. Bewick assistí a l'escola a la localitat veïna d'Ovingham.
Bewick no va destacar en els treballs de classe, però a una edat molt primerenca va mostrar el seu talent pel dibuix. No tenia classes en art. A l'edat de 14 anys es va posar d'aprenent amb Ralph Beilby, un gravador a Newcastle, on va aprendre a gravar la fusta i el metall, per exemple marcant les joies i els noms de família a les coberteries i els escuts d'armes. En el taller de Beilby, Bewick va gravar una sèrie de gràfics sobre fusta per Charles Hutton, il·lustrant un tractat sobre la mesura. A partir de llavors sembla haver-se dedicat per complet al gravat sobre fusta, i en el 1775 va rebre un premi de la Royal Society for the Encouragement of Arts, Manufactures & Commerce per un gravat sobre fusta del "Huntsman and the Old Hound" de "Select Fables perMr Gay, que ell va il·lustrar.

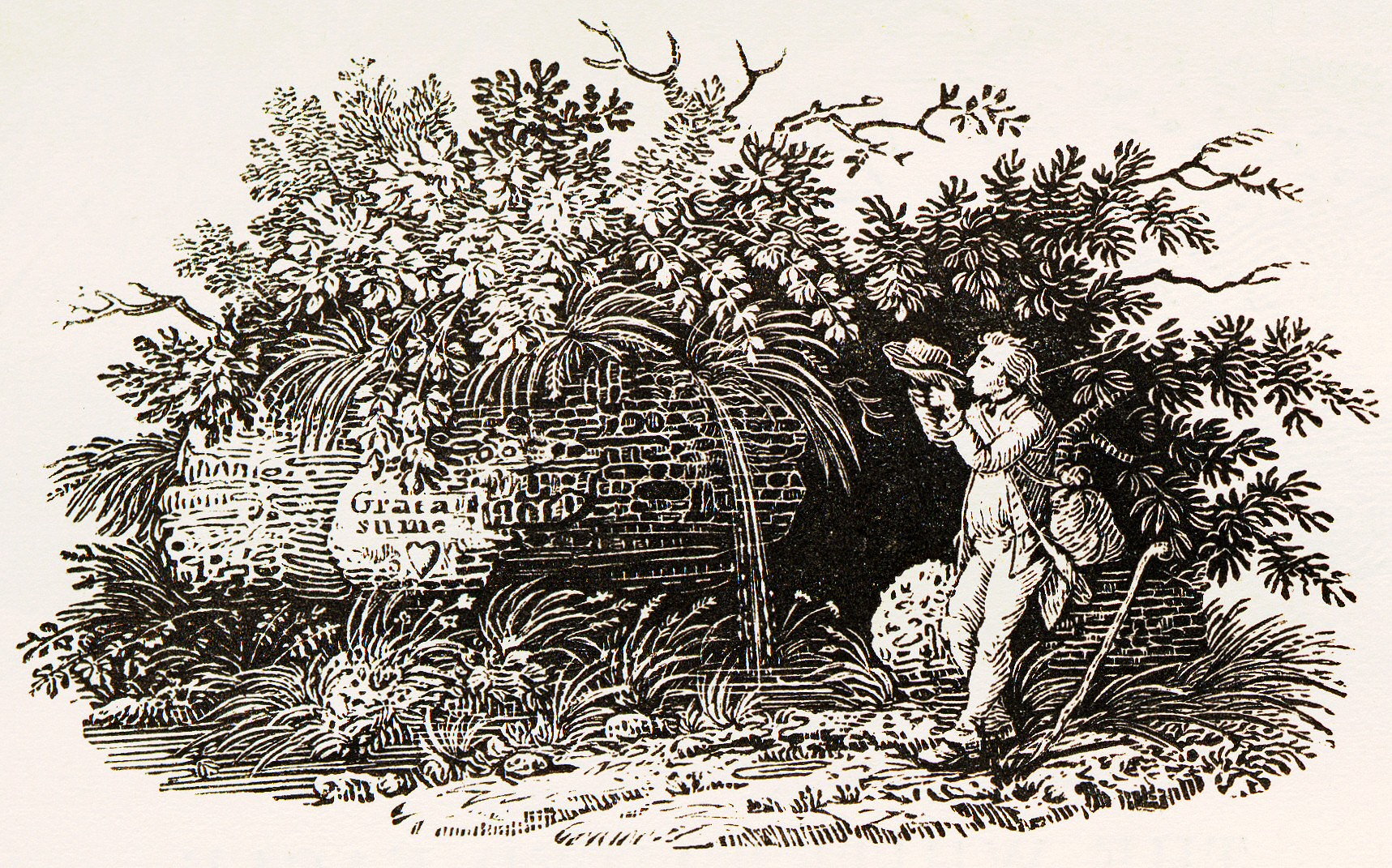
Vinyeta de A History of British Birds, la qual Bewick va titolar com un viatger assedegat bevent del seu barret

En 1776 Bewick es va convertir en soci del taller de Beilby. El negoci en comú va prosperar, convertint-se en un dels principals tallers de gravació de Newcastle que gaudí d'una envejable reputació per l'alta qualitat del treball el seu bon servei. El setembre del 1776 va anar a Londres durant vuit mesos, trobant-la una ciutat grollera, enganyosa i cruel, i amb grans contrastos d'injustícia de l'extrema riquesa i pobresa, a tot arreu. Va tornar a la seva estimada Newcastle tan aviat com va poder, però el seu temps a la capital li va donar més fama, experiència en els negocis, i un coneixement de nous corrents artístics.
L'any 1786, quan ja era suficient econòmicament, es va casar amb Isabella Elliott d'Ovingham; de la que havia estat amic quan eren nens. Van tenir quatre fills, Robert, Jane, Isabella, i Elizabeth; les filles treballarien per la memòria del seu pare després de la seva mort. En aquest període de la seva vida va ser descrit per l'artista Thomas Sword Good de Newcastle com "un home de físic atlètic, amb gairebé 6 peus d'alçada i proporcionalment corpulent. Posseïa un gran valor personal i en els seus anys de joventut no va dubtar a respondre a un insult amb un càstig físic. En una ocasió, va ser assaltat per dos miners en tornar de la visita a Cherryburn, i es va tornar contra els agressors, i com ell va dir 'als dos els he donat bé'."
Bewick també es va destacar per tenir un fort sentit moral i va ser un dels primers defensors per donar un tracte just als animals. Es va oposar a tallar la cua dels cavalls, el maltractament animal a actuar com ossos, i a la crueltat amb els gossos. Per sobre de tot, pensava que la guerra era completament inútil. Tots aquests temes es repeteixen en els seus gravats, que es fan ressò a l'atenció de Hogarth als aspectes morals. Per exemple, mostra soldats ferits amb cames de fusta, de tornada de la guerra, i els animals amb una forca al fons.
Bewick va tenir un mínim de 30 alumnes que treballaven per a ell i per Beilby com a aprenents, el primer dels quals va ser el seu germà petit John. Diversos van ser distingits gravadors com: John Anderson, Luke Clennell, Charlton Nesbit, William Harvey, Robert Johnson, i el seu fill i posteriorment soci Robert Elliot Bewick.
El 1790 els socis van publicar la seva History of Quadrupeds, pensada per a nens però arribant a un públic adult, i el seu èxit el va animar a considerar un treball més seriós en la història natural. En la preparació d'aquest, Bewick va passar diversos anys gravant en blocs de fusta per Land Birds, el primer volum de A History of British Birds. Donat que tenia un coneixement profund de les aus de Northumberland, Bewick va preparar les il·lustracions, de manera que Beilby s'encarregava de muntar el text, que s'esforçava per redactar. Bewick va acabar d'escriure la majoria de textos, que el portaria a una disputa sobre la seva autoria. Bewick va negar tenir a Beilby com a autor, i al final només Bewick va aparèixer a la portada de l'obra, juntament amb un apartat d'explicació al final del prefaci.
El llibre va ser un èxit immediat quan va ser publicat - pels mateixos Beilby i Bewick– el 1797. Bewick va començar a treballar a la vegada sobre el segon volum, Water Birds, però el desacord sobre l'autoria el portaria a una separació definitiva amb Beilby. Bewick va ser incapaç de controlar els seus sentiments i resoldre problemes en silenci, de manera que l'associació va acabar, de forma turbulenta i cara, deixant Bewick amb el seu propi taller. Bewick havia de pagar £20, equivalent al voltant de £20,400 de 2011,[lower-alpha 1] pels honoraris de l'advocat, i més de £21 per Beilby pel taller i la maquinària.

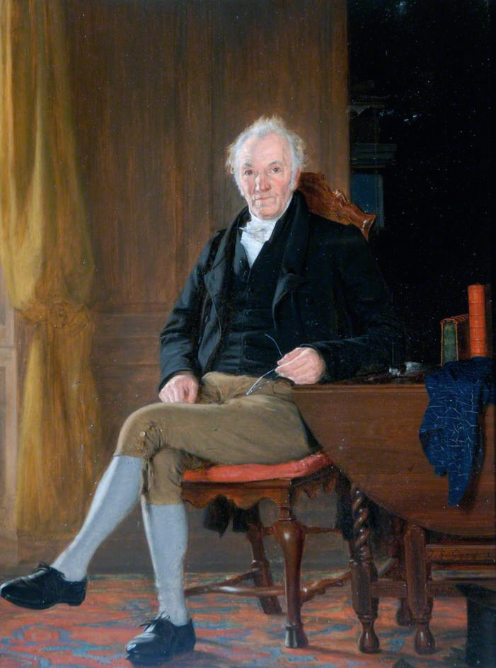
Thomas Bewick en 1827, per Thomas Sword Good

Amb l'ajuda dels seus aprenents Bewick portà a terme el segon volum, Water Birds, en 1804, com a autor únic. Es va trobar amb la tasca de gestionar els problemes contínus de les impremptes, però el llibre va tenir tant d'èxit com el primer volum.
L'abril del 1827, el naturalista nord-americà naturalista i pintor d'aus John James Audubon va arribar a la Gran Bretanya per trobar un taller d'impressió adequat per a la seva obra ''Birds of America''. Bewick, que encara vivia a l'edat de 74, li va mostrar la xilografia en la que estava treballat, un gos espantat d'uns troncs d'arbres que semblen figures diabòliques en la foscor, i va donar a Audubon una còpia del Quadrupeds pels seus fills.
Bewick era aficionat a la música de Northumberland, i de la Northumbrian smallpipes en particular. Volia sobretot promoure les Northumbrian smallpipes, i per donar suport al gaiter John Peacock, va animar els Peacock a ensenyar els alumnes a ser especialistes d'aquest tipus de música. Un d'aquests alumnes va ser el fill de Thomas, Robert, que va mostrar amb els seus manuscrits que el repertori de la música de gaita una imatge d'un gaiter de la dècada de 1820.
El darrer gravat de fusta de Bewick, Waiting for Death, era un antic os de cavall de batalla, trist i dempeus al costat d'una cosa d'arbre, que havia vist i dibuixat com a aprenent; d'aquest treball se'n va fer ressò la darrera obra de William Hogarth, The Bathos, que mostra l'artista caigut per una fractura a la columna. Va morir després d'alguns dies de malaltia, el 8 de novembre de 1828, a casa seva. Seria enterrat al cementiri d'Ovingham, al costat de la seva esposa Isabel, que havia mort dos anys abans, i no gaire lluny dels seus pares i el seu germà John.

## Treball

### Tècnica
L'art de Bewick és considerat com el cim del seu camp, ara conegut com a gravat en fusta. Això és degut tant a la seva destresa i el mètode, que a diferència de la tècnica de la fusta tallada dels seus predecessors, esculpeix amb Ribot,en una caixa de Boix comú, utilitzant eines fines normalment afavorides pels gravadors de metall.

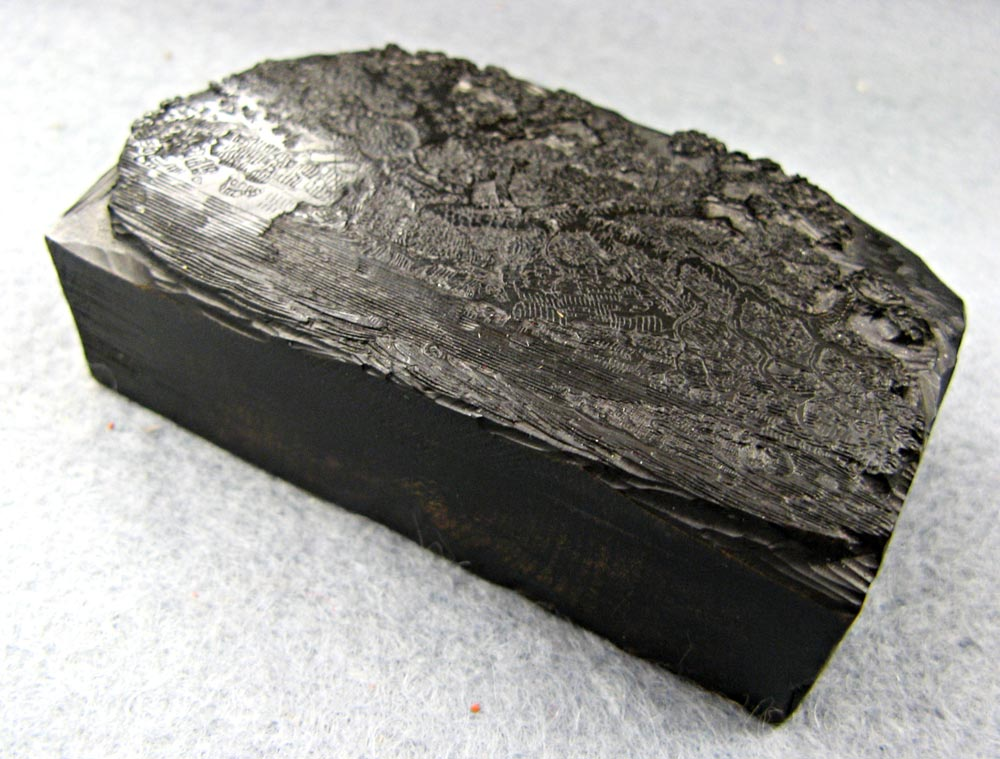
Un dels blocs de fusta de Bewick

El tall de fusta de boix, a través de l'extrem del gra dur ja és suficient per gravar fi, el que permet un major detall en la tala normal d'arbres. Aquest va estar el mètode predominant en l'època de Bewick. A més, ja que un gravat de fusta s'entinta a una cara, només requereix una baixa pressió per imprimir una imatge, de manera que els blocs poden tenir una durada de molts milers d'impressions, i, el mes important, es poden muntar en una pàgina de tipus de metall per a la impressió normal en una única prova. En canvi, una planxa de coure amb el gravat s'entinta en les ranures gravades lleres, la cara ha de ser netejada de tinta abans de la impressió, cal molt mes alta pressió, i les imatges han de ser impresos per separat del text, assolit una major despesa.
Bewick fet ús de la seva estreta observació de la natura, la seva notable memòria visual, i la seva aguda mirada per crear detalls precisos i summament petits en els seus gravats de fusta. Si un cop impresos i examinats de prop, els seus gravats es podrien veure per transmetre pistes sobre el caràcter dels seus temes mes tractats, amb humor i sentiment. Això ho va aconseguir variant acuradament la profunditat de les ranures gravades per proporcionar grisos reals, no només en blanc i negre, així com el patró de les marques que proporcionaven la textura de la fusta. Però aquesta subtilesa del gravat creava un greu dificultat tècnica per les seves impressores; que necessitaven per als seus blocs una quantitat justa de tinta; a més de la finalitat de tenir exactament el gruix adequat, i premsar el bloc de paper a poc a poc i amb cura, per a aconseguir el resultat que satisfes a Bewick. Com era d'esperar, això va fer que la impressió fos lenta i costosa. També es va creat un problema per als lectors de Bewick; que si no tenien una vista excel·lent, necessitarien una lupa per a estudiar els seus gravats, sobretot les vinyetes en miniatura. Però l'efecte va ser transformador, i el gravat en fusta es va convertir en el principal mètode d'il·lustrar llibres durant un segle. La qualitat dels gravats de Bewick dels gravats va atraure un públic molt més ampli per als seus llibres del que s'esperava: les seve Faules i Quadrúpedes van ser inicialment pensats per a nens.
Bewick va mostrar el seu taller col·laboratiu, desenvolupament les habilitats dels seus aprenents, ja que mentre no s'haugéssin completat toes les tasques de cada il·lustració, sempre estava involucrat, com la que explica John Rayner:

#### Obra principal

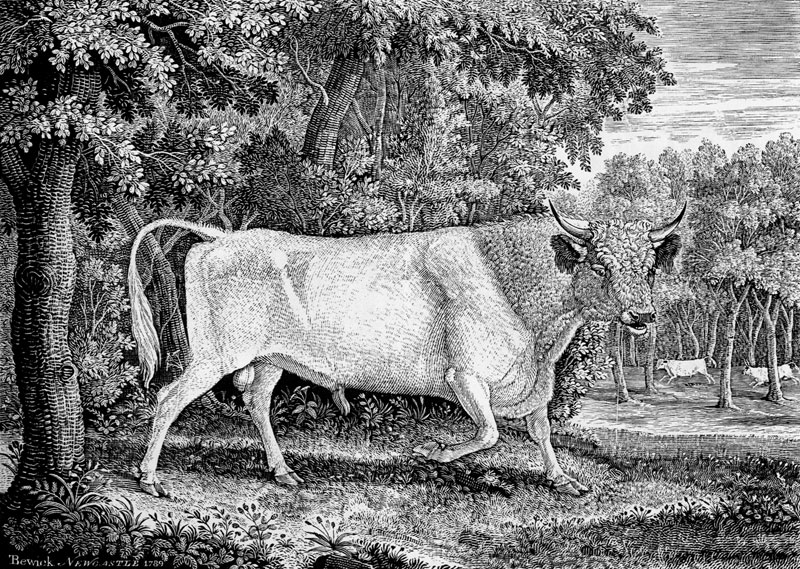
Gravat molt gran (de 7 a 1/4 × 9 3/4 polzades) de fusta per Thomas Bewick d'un bou de Chillinghaml, executat per Marmaduke Tunstall de Wycliffe, a Yorkshire el1789

Les obres utilitzant aquesta tècnica de gravat en fusta, per la qual es va fer prou conegut, inclouen gravats pel Traveller i The Desert Village de Oliver Goldsmith, Hermit de Thomas Parnell, i la Chase de William Somervile.Però el gravat més conegut de tots els de Bewick, es diu segons la Bewick Society The Chillingham Bull, executat per Bewick en una zona gran de la xilografia en Marmaduke Tunstall, un senyor que tenia una finca a Wycliffe en el Nord Riding de Yorkshire.

#### Vinyetes

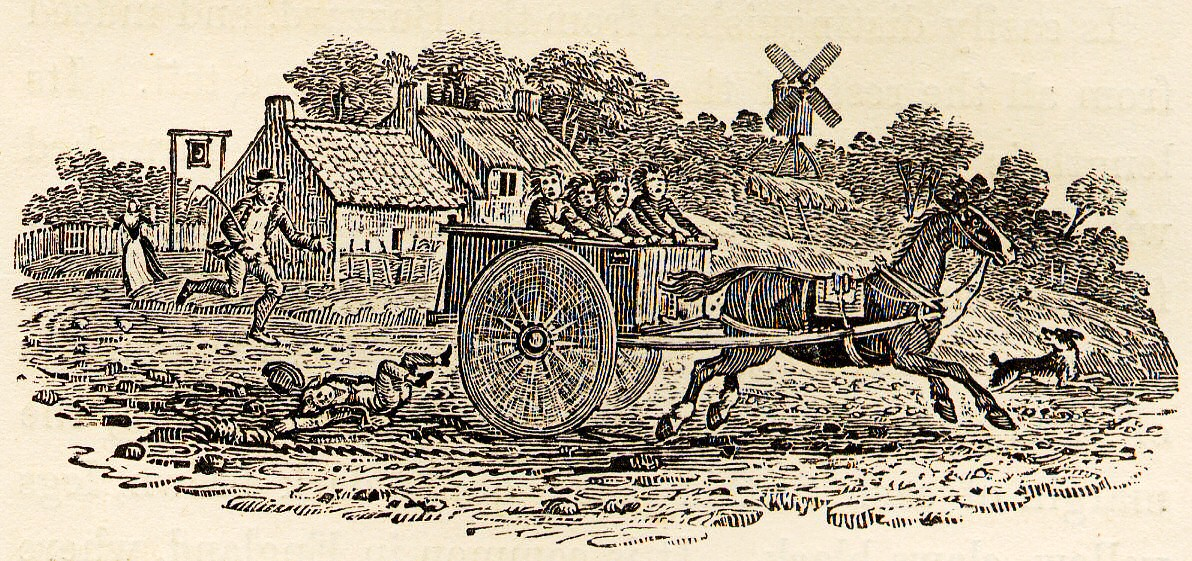
Una peça minuciosament detallada, només 8 cm (per 3 a) d'ample, que mostren els nens en un carro desbocat, als British Birds, 1797

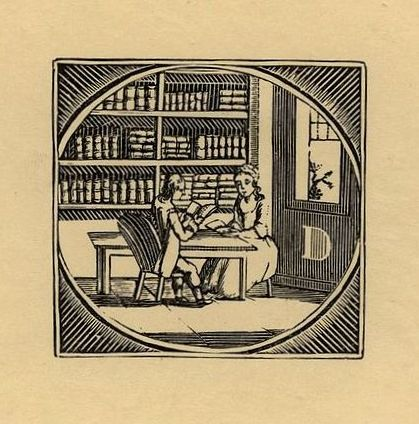
A bookplate with the initial 'D'

Les vinyetes, especialitat de Bewick, són petits gravats incorporats per omplir els espais buits com les dels extrems els fragments de l'obra a British Birds, on la descripció de cada ocell comença en una pàgina nova. Les imatges són plenes de vida i moviment, sovint amb una sentència moral, de vegades amb humor, sempre amb simpatia i precisa observació, de manera que les imatges poden explicar un conte, així com incorporar-se al final pe acabar els fragments. Per exemple, el carro fora de control, al final de "The Sparrow-Hawk", omple el buit que seria uns 5 cm (2 ) alt, explica Hugh Dixon:

#### Ex-libris
El taller de Beilby, Bewick, i el seu fill va produir molts materials efímers com paper de carta, targetes d'anunci de la botiga, i altres materials de negocis. D'aquestes produccions efímeres, "els ex-libris han sobreviscut millor". Els ex-libris de Bewick eren les il·lustracions fetes de gravats, que contenien el nom o les inicials del propietari del llibre.

### Faules d'Esop

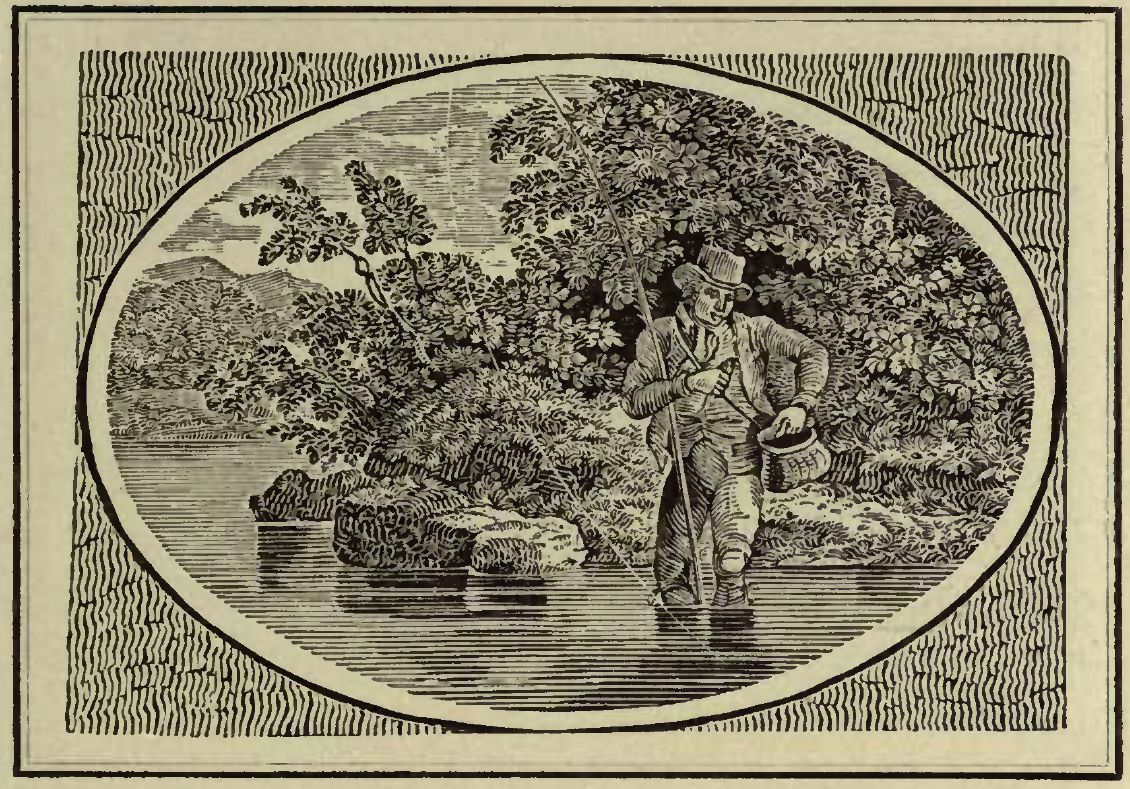
Il·lustració de Bewick per la faula del The angler and the little fish

En 1776 Bewick es va convertir en soci del taller de Beilby. El negoci en comú va prosperar, convertint-se en un dels principals tallers de gravació de Newcastle que gaudí d'una envejable reputació per l'alta qualitat del treball el seu bon servei. El setembre del 1776 va anar a Londres durant vuit mesos, trobant-la una ciutat grollera, enganyosa i cruel, i amb grans contrastos d'injustícia de l'extrema riquesa i pobresa, a tot arreu. Va tornar a la seva estimada Newcastle tan aviat com va poder, però el seu temps a la capital li va donar més fama, experiència en els negocis, i un coneixement de nous corrents artístics.
Les diferents edicions de Faules d'Esop il·lustrades per Bewick abasten gairebé tota la seva vida creativa. La primera va ser creada per un llibreter de Newcastle, Thomas Saint, durant els seus anys d'aprenentatge, una edició de les Select Fables de Robert Dodsley publicada el 1776. Amb el seu germà John, amb el que més tard va contribuir a una edició per la mateixa editorial en 1784, reutilitzant algunes fotos de l'edició 1776.
Bewick va produir una tercera edició de les faules. Mentre estava convalescent d'una perillosa malaltia, el 1812 va dirigir la seva atenció a una empresa llargament volguda, els tres volums de l'edició de The Fables of Aesop and Others, finalment publicada al 1818. L'obra està dividida en tres seccions: la primera té algunes faules de Dodsley precedides per una breu prosa moral; la segona, de "Fables with Reflections", een la qual cada història és seguida per una prosa i un vers moral i després una llarga reflexió en pros; la tercera, "Fables in Verse", inclou faules d'altres fonts de poemes de diversos autors anònims. Els gravats van ser dissenyats inicialment en fusta per Bewick i després tallats pels seus aprenents sota estricta supervisió, refinada en cas necessari per si mateix. Aquesta edició utilitza un mètode que Bewick havia iniciat, el gravat de "línia blanca", una tècnica de fosc a la llum en la qual les línies que segueixen sent blanques es tallen fora de la xilografia.

### A General History of Quadrupeds
El 1790 els socis van publicar la seva History of Quadrupeds, pensada per a nens però arribant a un públic adult, i el seu èxit el va animar a considerar un treball més seriós en la història natural. En la preparació d'aquest, Bewick va passar diversos anys gravant en blocs de fusta per Land Birds, el primer volum de A History of British Birds. Donat que tenia un coneixement profund de les aus de Northumberland, Bewick va preparat les il·lustracions, de manera que Beilby s'encarregava de muntar el text, que s'eforçava per redactar. Bewick va acabar d'escriure la majoria de textos, que el portaria a una disputa sobre la seva autoria. Bewick va negar tenir a Beilby com a autor, i al final només Bewick va aparèixer a la portada de l'obra, juntament amb un apartat d'explicació al final del prefaci.
A General History of Quadrupeds va aparèixer l'any 1790. Es tracta de 260 mamífers de tot el món, incloent-hi els animals de "Adive" a "Zorrilla". És especialment exhaustiva sobre alguns dels animals domèstics: la primera entrada descriu el cavall. Beilby i Bewick van tenir dificultats per decidir que calia incloure i, especialment, sobre com organitzar les entrades. Havien pensat d'organitzar els animals de forma sistemàtica, però es van trobar que els sistemes rivals de Linnaeus, Buffon i John Ray entraven en conflicte i, en cas de Linné, almenys, canviaven amb cada edició de la seva obra. Van decidir posar animals útils en primer lloc "que tant contribueixin a la força, la riquesa i la felicitat d'aquest regne".
La cobertura del llibre és erràtica, el resultat directe de les fonts que va consultar Bewick: el seu propi coneixement dels animals britànics, les fonts acadèmiques disponibles, combinades amb les Observations on Livestock de George Culley del 1786 i l'antiga On English Dogs de John Caius del 1576. Bewick tenia amistat amb el naturalista suec Anders Sparrman que havia visitat el Cap de Bona Esperança amb l'expedició de Cook de 1772 a 1776, i els animals de la zona del Sud del Cap figuren abundantment en el llibre. Va ser una gran amalgama de continguts, però alhora va ser rebuda amb entusiasme pel públic britànic. Els va agradar la combinació de gravats en fusta, vigorosos i descripcions simples i precisos, i tot tipus d'animals exòtics al costat de les coses que sabien.

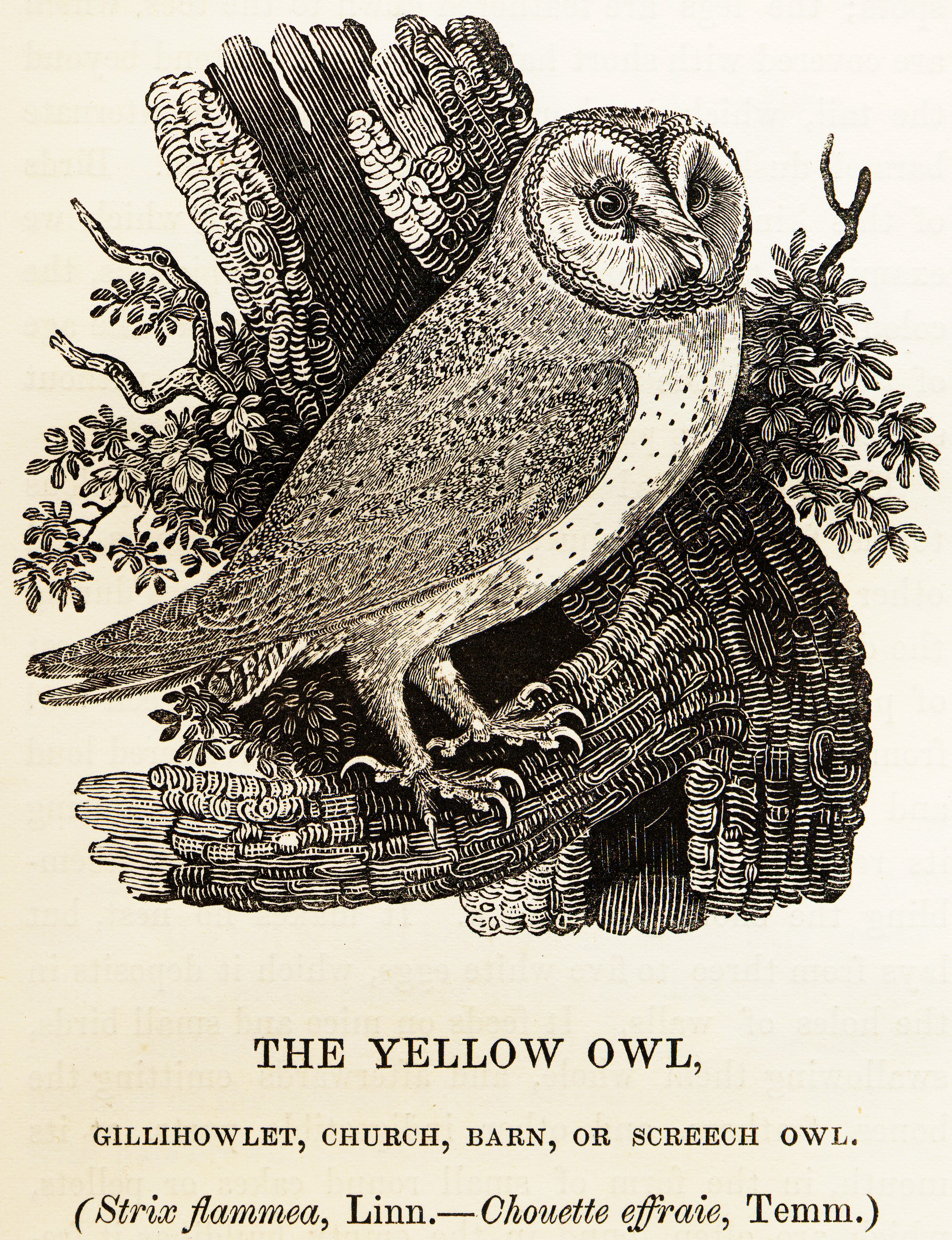
Barn owl tret de British Birds, 1797

### A History of British Birds
A History of British Birds, fou el gran èxit de Bewick i amb la qual la seva figura se la vinculat de forma ineludible, va ser publicat en dos volums: History and Description of Land Birds el 1797 i History and Description of Water Birds l'any 1804, amb un suplement el 1821. Les aus són específicament britàniques, però es pot dir que fou el precursor de totes les guies de camp modernes. Bewick va ser ajudat pel seu profund coneixement dels costums dels animals adquirits durant els seus freqüents excursions al camp. També relata informació transmesa a ell per reunions i per la noblesa local, i la que va obtenir en les obres d'història natural de la seva època, entre elles la de Thomas Pennant i Gilbert White, així com la traducció de ''Histoire Naturelle'' de Buffon.
Moltes de les il·lustracions que més sovint s'han reproduït en altres llibres com a decoracions són petites vinyetes que Bewick havia col·locat al fons de les pàgines de l'original. Els mons representats són tan petits que cal examinar els detalls amb una lupa, és necessari examinar el seu detall, cada escena, com escriu Adrian Searle, és un petita i sovint còmica revelació, cadascuna de les petites imatges dona un enorme plaer; Bewick era tan enginyós com ell va ser observador, com a divertida i punyent, com va ser rigorós i fidel a les coses que veia al seu voltant.
Amb l'ajuda dels seus aprenents Bewick portà a terme el segon volum, Water Birds, en 1804, com a autor únic. Es va trobar amb la tasca de gestionar els problemes de les impressores contínuament, però el llibre va tenir tant d'èxit com el primer volum.
Bewick era aficionat a la música de Northumberland, i de la Northumbrian smallpipes en particular. Volia sobretot promoure les Northumbrian smallpipes, i per donar suport al gaiter John Peacock, va animar els Peacock a ensenyar els alumnes a ser especialistes d'aquest tipus de música. Un d'aquests alumnes va ser el fill de Thomas, Robert, que va mostrar amb els seus manuscrits que el repertori de la música de gaita una imatge d'un gaiter de la dècada de 1820.
El biògraf de Bewick, Jenny Uglow, escriu que
Bewick de vegades utilitzava la seva empremta digital com a signatura, (acompanyat per les paraules "Thomas Bewick la seva marca"), així com gravat d'una de les vinyetes com si fos una imatge desdibuixada d'una escena rústica portada a terme per equivocació. Uglow anota el suggeriment d'un crític que Bewick pot haver volgut dir que estem buscant en el lloc a través d'una finestra tacada de broma, com per cridar la nostra atenció sobre Bewick. Adrian Searle, escriu a The Guardian, el seu treball detallista com "Un equivalent visual dels gags que l'autor Laurence Sterne va jugar dins Tristram Shandy, com una broma meravellosa, atemporal i màgica".

## Homenatges i retrats

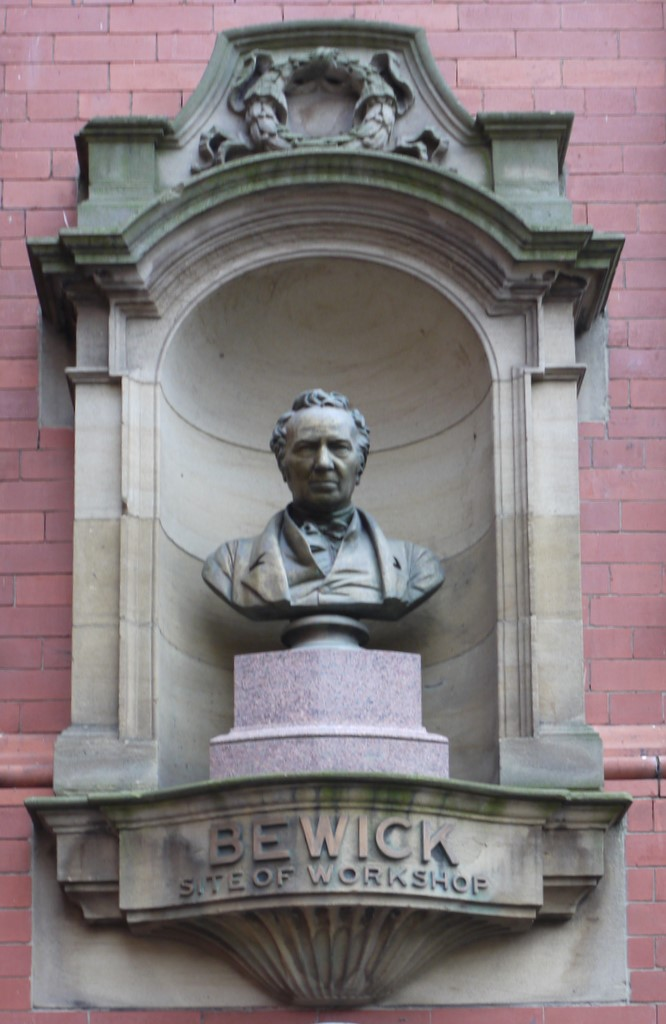
El bust basat en el disseny d'Edward Hodges Baily RA en el lloc del taller de Bewick al cementiri de Sant Nicolau

Els homenatges poètics van arribar a Bewick fins i tot al llarg de la seva vida. William Wordsworth va començar el seu poema The Two Thieves, compost el 1798, amb la frase O ara que el geni de Bewick fos meu, en aquest cas caldria deixar d'escriure, va declarar.
En 1823, el seu amic el Reverend J. F. M. Dovaston li va dedicar un sonet amb les línies
Xylographer I name thee, Bewick, taught
By thy wood-Art, that from rock, flood, and tree
Home to our hearths, all lively, light and free
In suited scene each living thing has brought
As life elastic, animate with thought.
Quatre anys després de la seva mort, els seus setze anys, la seva admiradora Charlotte Bronte va escriure un poema de 20 estrofes titulat Línes on the celebrated Bewick que descriuen les diferents escenes que ella veu en fullejar els llibres il·lustrats per ell. més rard encara, el poeta Alfred Tennyson va deixar el seu propi tribut a la guarda d'una còpia de l'obra de Bewick History of the British Birds trobat a la biblioteca de Lord Ravenscroft:
A gate and field half ploughed,
A solitary cow,
A child with a broken slate,
And a titmarsh in the bough.
But where, alack, is Bewick
To tell the meaning now?
Cadascú, a la seva manera, esta dient el mateix, que el treball de Bewick fou més que una mera il·lustració. La seva vivacitat i veritat que experimenten les apel·lacions a la imaginació del lector, susciten una resposta individual que va allà del text.
Com apuntava el final de l'article sobre ell en el Dictionary of National Biography, hi ha una rica col·lecció de retrats Bewick retrats, començant amb el del pintor de Newcastle George Gray (1758-1819), datat sobre el 1780 i en propietat de la família de Bewick, que ara és a la Laing Art Gallery. Alguns esan fets per James Ramsay, incloent-hi un de la Literary and Philosophical Society of Newcastle upon Tyne, en el qual es s'hi troba la celebració d'espectacles, una de mitjana edat, conservat per la Natural History Society of Northumbria, i un en època de vellesa a la National Portrait Gallery. Bewick també apareix a l'esquerra entre les figures de l'obra de Ramsay "El Nen Perdut" (1823), on s'està dret al costat de Ramsay i la seva dona en el carrer que porta fins a Saint Nicholas' Church. John Henry F. Bacon va recórrer a aquesta petita figura per crear la seva impressió de Bewick el 1825, en el qual s'ha traslladaria la moda urbana per un entorn rural, amb la ciutat i el Tyne en el fons.
Altres retrats d'incloure un de William Nicholson que data de 1814, en que Bewick es troba amb un llapis a la mà i un gos al costat de la seva cadira; en el seu lloc de naixement; i un altre assegut i datat el 1827 per Thomas Sword Good (vegeu més amunt). Una altra pintura feta per Sword a la National Portrait Gallery, no es creu que sigui de Bewick. Una altra de pintura suposadament d'ell a la Yale Center for British Art és igualment dubtosa.
Un retrat de marbre amb el bust de Bewick va ser encarregat per Edward Hodges Baily el 1825 per la Literary and Philosophical Society, de la qual hi ha diverses còpies al costat en el si de la pròpia Societat. Segons Jenny Uglow, la seva recent biògraf, quan va venir a seure per l'escultor, va es va negar a ser retratat en una toga. En comptes portava una jaqueta i l'armilla ordinària amb la corbata i la camisa amb volants, i fins i tot va demanar que es mostressin les seves cicatrius de verola que encara tenia. Baily estava tant encantat amb ell que va presentar a Bewick amb un model de guix amb el bust l'acabat. Una còpia de bronze es troba ara en un nínxol de l'edifici que va substituir el seu taller al cementiri de Sant Nicolau (veure a dalt) i un altre mes es troba al Museu Britànic. També hi ha una estàtua de cos sencer a la part superior esquerra de l'antiga farmàcia dissenyada per M. V. Treleaven al carrer Northumberland número 45 de la ciutat.

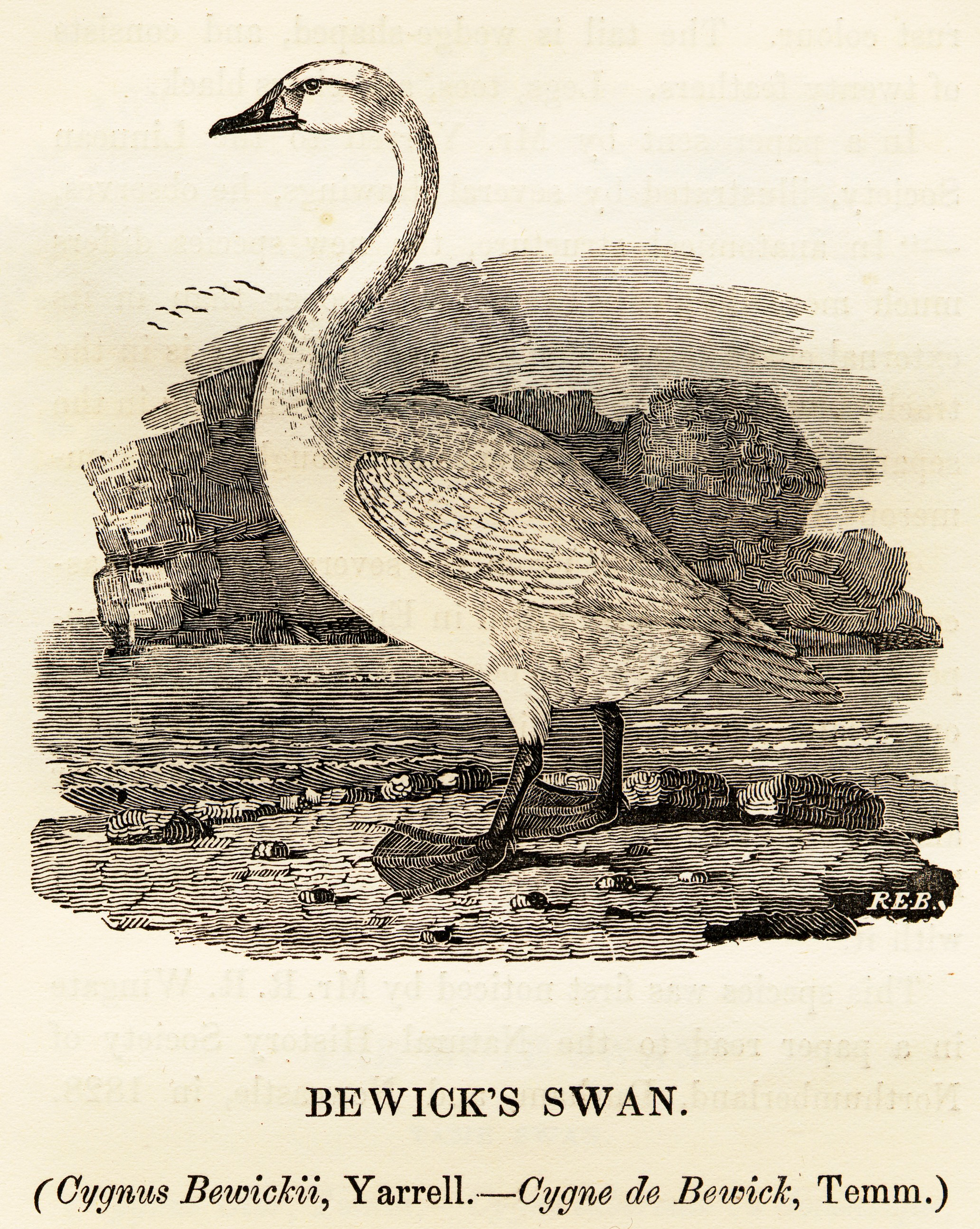
Xilografia per Robert Elliot Bewick del cigne batejat després del seu pare per William Yarrell

## Llegat

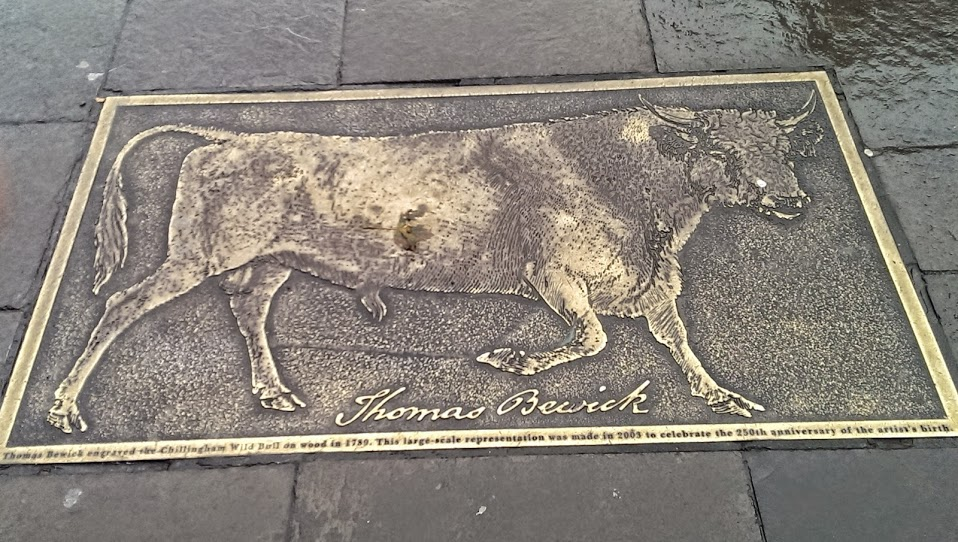
Bewick 'Chillingham Bull" es va establir al paviment a prop de l'Estació Central de Newcastle per la Bewick Society el 2003 amb motiu del 250è aniversari del seu naixement.

La fama de Bewick, a nivell de la Gran Bretanya per l'obra del seus Birds va créixer durant el segle xix. El 1830, William Yarrell va anomenat el Bewick Swan en el seu honor i el fill de Bewick, Robert, va gravar l'ocell en les darreres edicions del British Birds. Thryomanes bewickii també va portar el seu nom.
El crític John Ruskin va comparar la subtilesa del seu dibuix amb la de Holbein, J. M. W. Turner; i Paolo Veronese escrivia que la manera Bewick havia gravat les plomes dels seus ocells va ser "el més magistral que s'havia fet en gravat de fusta". La seva fama es va esvair quan la il·lustració es va fer més generalitzada i mecànica, però alguns artistes del segle xx, com Gwen Raverat (nascuda Darwin), continuarien admirant la seva habilitat, i el treball d'artistes com Paul Nash i Eric Ravilious ha estat descrit com una reminiscència de Bewick.
Hugh Dixon, reflexionant sobre Bewick i el paisatge del Nord-Est d'Anglaterra, va escriure sobre ell.
L'Escola Primària Thomas Bewick, a Newcastle upon Tyne, porta el seu nom. Els treballs de Bewick les obres es conserven en col·leccions, incloent-hi el Victoria and Albert Museum. Bewick també ha estat inmortalitzat en altres llocs al voltant de la ciutat de Newcastle, i al centre de la ciutat de Gateshead. Aquestes inclouen carrers que porten el seu nom, en plagues blaves, i altres que se senyalitzen en antigues cases i tallers.